# MAMBO A GO GO
MAMBO A GO GO (マンボ ア ゴーゴー Manbo a gōgō?) es un videojuego de género musical lanzado el 4 de julio de 2001, el cual consiste en golpear las congas con las manos al ritmo de notas de colores conforme avanzan hacia el marcador en la parte inferior de la pantalla. Hay un total de tres receptores en forma de congas, a su vez, divididos en tres secciones, dándole al jugador un total de nueve secciones para utilizar, dependiendo el nivel de dificultad.
El videojuego cuenta con música latina como género predominante, tales como "Mambo No. 5", "La Bamba" y especialmente, "El Bimbo". Poco después de darse de baja y no poder continuar con otra secuela, varias de sus canciones hicieron apariciones en otros videojuegos musicales, tales como DanceDanceRevolution, beatmania y especialmente, pop'n music.
El sitio oficial fue cerrado en febrero de 2013.

## Modos de juego

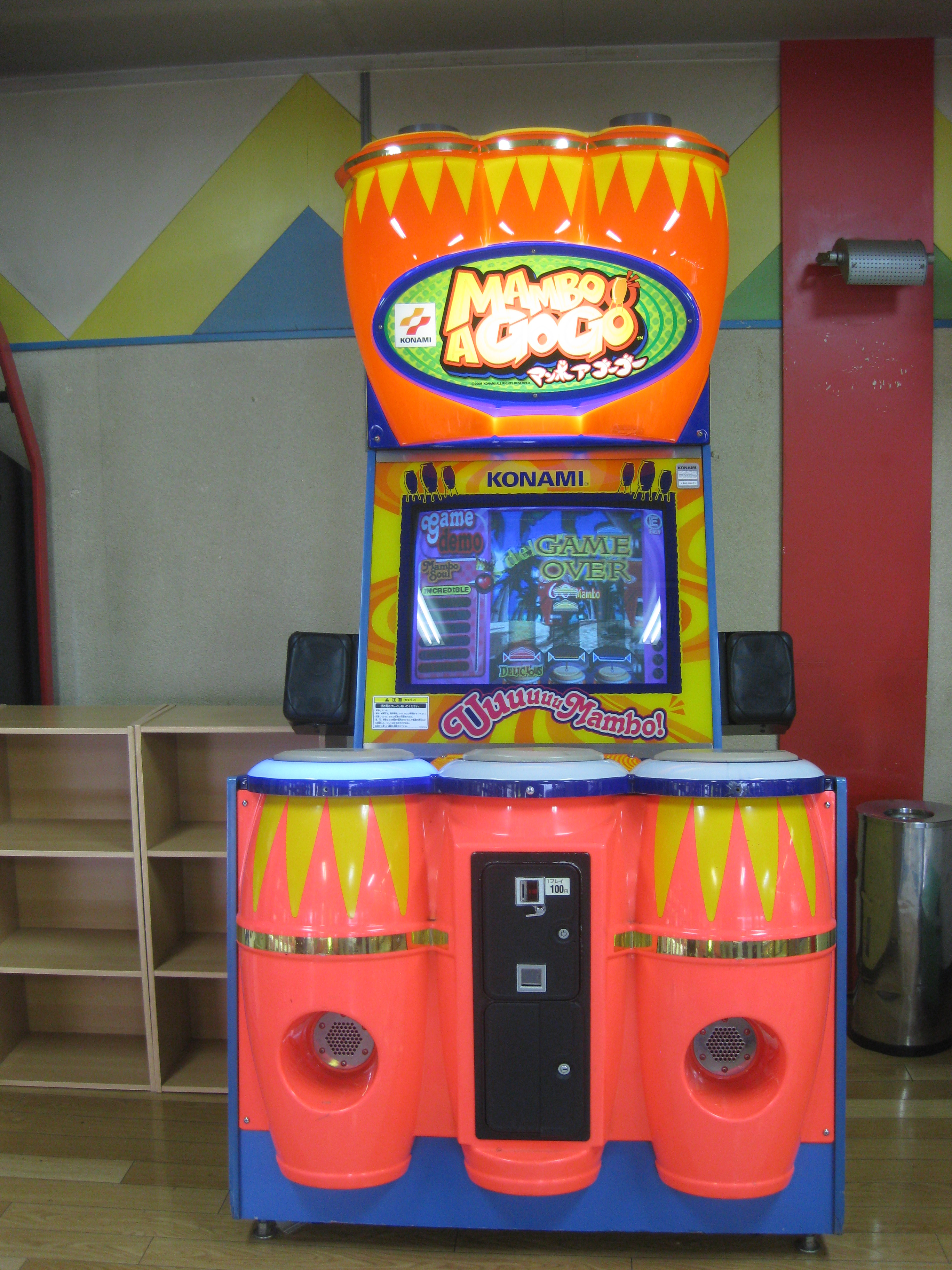
Una máquina de Mambo a Go Go en funcionamiento.

Luego de confirmar un set, primero se debe seleccionar el modo de dificultad, el cual se divide en tres niveles:
- Easy: Es el nivel más básico, y suelen haber pocas o moderadas notas para ejecutarlas en las canciones. Solo se pueden usar tres botones en total (una conga por cada botón).
- Normal: Siendo el nivel estándar, el jugador tiene un total de cinco botones, similar a Easy, con la diferencia que estar activos los receptores inferiores en la conga de la izquierda.
- Hard: Considerado como el nivel experto, es común que aparezcan ráfagas de combos, los cuales hay que tocar repetidas veces una o más congas, dependiendo la cantidad de veces solicitada. En este caso, el jugador tiene un total de nueve botones, utilizando todas las secciones de los tres tambores al 100%.

## Monedas Lucky Coins
Estas monedas son acumulables. Son doradas y tienen una letra "M" grabada en las dos caras. Para conseguirlas, se debe conseguir una buena cantidad de registros de precisión de "hot" y/o "delicious" en un stage. Al obtener una cantidad suficiente, en el siguiente stage, al navegar entre canciones, se encontrará en una canción aleatoria con una moneda en la parte inferior junta. Se debe seleccionar dicha canción y jugarla sin fallar para ganar susodicha moneda. Se necesitan un total de cinco monedas para hacer que aparezca una canción extra jugable, que no aparece comúnmente, y solo lo hace cuando se consigue las cinco monedas en total.

## Secretos

### Modo Very Hard
Este se considera el cuarto y el máximo nivel de dificultad, totalmente superior a Hard. A simple vista, este modo está oculto, de tal manera que para poder desbloquearlo se debe hacer lo siguiente; Al momento de seleccionar el nivel de dificultad (Easy, Normal o Hard), mover con las flechas amarillas hacia el modo Hard y tocar repetidamente el tambor derecho hasta que aparezca. Si por el contrario, no se desea dicho modo, se puede revertir tocando repetivamente el tambor izquierdo.

### Trucos
Al igual que otros videojuegos como DanceDanceRevolution o GITADORA, Mambo a Go Go tiene unos cuantos trucos que se pueden ejecutar utilizando los pads. Se debe tener en cuenta que las congas están denominadas como A B y C (izquierda, centro y derecha, respectivamente):

| Nombre                | Comando | Efecto |
| --------------------- | ------- | --- |
| RANDOM                | ABCABC  | El orden de las notas cambia de forma aleatoria. |
| FAST                  | A+B     | La velocidad cambia por x2. Si se vuelve a ejecutar, la velocidad cambia a x4. |
| HIDE / SUDDEN / BLINK | A+C     | Con Hidden las notas solo desaparecen en la parte inferior, con Sudden las notas aparecen en la mitad inferior de la pantalla y con Blink, las notas parpadean repetidas veces durante el set. |
| MIRROR                | ACACAC  | Las notas cambian de posición durante el set. |
| Cancelación completa  | CBA     | Sirve para desactivar todo comando ingresado en la partida. Ideal si se ingresó algún comando no deseado.                                                                                      |

## Lista de canciones
La siguiente tabla muestra las canciones introducidas en el juego:
| Título                                                                              | Género         | BPM | Grado de dificultad | Grado de dificultad | Grado de dificultad | Grado de dificultad |
| Título                                                                              | Género         | BPM | E                   | N                   | H                   | VH                  |
| Canciones iniciales                                                                 |                |     |                     |                     |                     |                     |
| La brise d'été                                                                      | Bossa Lounge   | 100 | 2                   | 2                   | 3                   | -                   |
| Nova emoção                                                                         | Samba          | 136 | 3                   | 3                   | 4                   | 6                   |
| Sci-Fi Girl                                                                         | Retro Raga POP | 130 | 2                   | 2                   | 4                   | 5                   |
| Lover's High                                                                        | Free Soul      | 130 | 2                   | 3                   | 4                   | 5                   |
| Gamelan de Couple                                                                   | Gamelan        | 150 | -                   | ?                   | ?                   | 7                   |
| EL DIA FELIZ                                                                        | Salsa          | 108 | 2                   | 2                   | 3                   | 5                   |
| Dance the Night Away                                                                | Disco          | 125 | 2                   | 2                   | 3                   | 5                   |
| Café del BANANO                                                                     | Cha Cha        | 110 | 1                   | 2                   | 3                   | 5                   |
| Feux d'artifica                                                                     | Piano Latina   | 93  | 3                   | 4                   | 4                   | 6                   |
| Wall Street down-sizer                                                              | Funk Rock      | 160 | 2                   | 4                   | 5                   | 7                   |
| Cheerful Mambo                                                                      | Bigband Mambo  | 115 | 3                   | 4                   | 4                   | 6                   |
| PASSION NIGHT RENDEZVOUS                                                            | Spanish Fusion | 125 | 2                   | 3                   | 5                   | 6                   |
| Al compas del Mambo                                                                 | Mambo          | 151 | 1                   | 2                   | 4                   | 5                   |
| MAMBO NO.5                                                                          | Mambo          | 98  | 1                   | 2                   | 3                   | 5                   |
| LA BAMBA                                                                            | Oldies         | 179 | 3                   | 4                   | 5                   | 6                   |
| EL BIMBO                                                                            | Easy Listening | 115 | 1                   | 1                   | 3                   | 6                   |
| Special songs                                                                       |                |     |                     |                     |                     |                     |
| Krankheit                                                                           | Mixture        | 160 | -                   | -                   | -                   | 8                   |
| Esta canción solo estará disponible en modo VERY HARD.                              |                |     |                     |                     |                     |                     |
| One Minutes Kitchen Battle!                                                         | Happy Charm    | ?   | -                   | -                   | -                   | -                   |
| Solo si se consigue las cinco monedas de la suerte, esta canción estará disponible. |                |     |                     |                     |                     |                     |